# Walter Herrmann (Marineoffizier)
Walter Herrmann (* 1915; † nach 1973) war ein deutscher Kapitän zur See der Bundesmarine und Träger des Bundesverdienstkreuzes 1. Klasse.

## Leben
Walter Herrmann trat 1935 in die Marine ein und wurde hier, er diente 1936 an der Marineschule Mürwik, am 1. Juli 1936 Fähnrich der Marineverwaltung. 1938 war er als Leutnant (Marineverwaltungsoffizier), ab 1. April 1938, auf der Emden.
Als Korvettenkapitän war er von der Einrichtung im Juli 1956 bis Dezember 1957 mit der Wahrnehmung der Geschäfte als Kommandeur der Marineversorgungsschule in Neustadt in Holstein beauftragt. Als Fregattenkapitän war er dann von Juli 1960 bis September 1962 regulärer Kommandeur der Schule.
Von April 1964 bis zur Auflösung der Dienststelle im September 1965 war er Chef des Stabes des Kommandos der Flottenbasis. Im Marineamt wurde er als Kapitän zur See mit der Einrichtung der Inspektion der Marineversorgung im Oktober 1965 in Wilhelmshaven, welcher u. a. die Marineversorgungsschule und mit der Einrichtung im Oktober 1969 auch die Marineküstendienstschule unterstellt wurde, Stellvertreter des Admirals der Marineversorgung und Chef des Stabes. Bis Juni 1966 blieb er in dieser Position.
Später wurde er Referent im Bundesministerium der Verteidigung in Bonn und kam dann in seine ehemalige Dienststelle zurück. Von Oktober 1968 bis zur Auflösung der Dienststelle im September 1973 war er als Nachfolger des in den Ruhestand tretenden Flottillenadmirals Hans-Klaus Fingerle Admiral der Marineversorgung.
Am 19. April 1972 wurde er mit dem Bundesverdienstkreuz 1. Klasse ausgezeichnet.